# Sainte-Marie de Neuilly
Sainte-Marie de Neuilly est un établissement scolaire privé catholique sous contrat d’association avec l’État situé à Neuilly-sur-Seine en France et fondé par Madeleine Daniélou en 1913. L’établissement comprend à la fois une école, un collège et un lycée général avec des classes préparatoires aux grandes écoles (hypokhâgne et khâgne A/L et B/L). Il est géré et animé par la communauté apostolique Saint-François-Xavier. L’école et le collège n’accueillent que des filles ; les classes préparatoires sont mixtes, de même que le lycée depuis la rentrée 2024.
Le collège et le lycée se situent au no 24 du boulevard Victor-Hugo, et l'école primaire (ancien hôtel particulier) au no 29 de ce boulevard.
L’école élémentaire compte environ trois cents élèves.

## Histoire
Avant d'être un lycée et un collège, Sainte-Marie de Neuilly avait un autre nom et une autre fonction : couvent des Dames augustines anglaises, qui a donné son nom à la rue qui suivait son mur de clôture. Les Dames Augustines anglaises, qui étaient des chanoinesses de l'ordre de Saint-Augustin, s'installèrent à Paris en 1634. Louis XIII lui ayant délivré des lettres patentes en 1633, la communauté fut autorisée à recevoir un certain nombre de jeunes filles comme élèves : ce fut là l'origine de sa vocation enseignante. En avril 1862, après l'expropriation de leur couvent de la rue des Fossés Saint-Victor à Paris, la congrégation enseignante des Dames augustines anglaises s'installa à Neuilly sur le boulevard Eugène, aujourd'hui le no 24 boulevard Victor-Hugo. Le 15 mai 1862, le couvent et la chapelle furent bénis par le cardinal Morlot, grand aumônier de Napoléon III. La maison fut, quant à elle, construit vers 1864 par l'architecte Achille Hue. En 1888, la villa Borghèse est occupée par Sylla Laraque. Après son acquisition par les Dames augustines, le bâtiment fut transformé en école, une annexe de logements fut construite en 1930, suivie en 1936 par des bâtiments scolaires. Mais, frappées par les lois contre les congrégations religieuses à partir de 1901, les religieuses durent quitter progressivement le couvent. En décembre 1912, elles le louèrent à Madeleine Daniélou (mère du cardinal Jean Daniélou), qui souhaitait y installer à la rentrée 1916 l'Université libre de jeunes filles, qui regrouperait l'École normale libre (qu'elle avait co-créée en 1906) et un collège d'enseignement secondaire. Elle acheta les bâtiments en 1913.
Le collège fut créé, prenant le nom de Sainte-Marie, pour recevoir les élèves du primaire au secondaire. À la même époque, Madeleine Daniélou fondait la communauté apostolique Saint-François-Xavier destinée à accueillir des femmes consacrées et enseignantes, l’établissement fut donc géré par la communauté. L’objectif était de dispenser aux filles le même enseignement que celui donné aux garçons, alors que les programmes étaient alors le plus souvent différents. Il est à noter que Sainte-Marie de Neuilly fut même mixte en primaire dès son ouverture. Ce collège fut le premier en France où les jeunes filles purent passer un baccalauréat classique.
À la suite de la vente de l'extrémité du terrain (côté boulevard Bineau, qui fut loti) et du rachat de terrains mitoyens, le collège fut agrandi par un bâtiment dont le style respecte celui des bâtiments originaux. En 2011 fut inauguré un nouveau bâtiment HQE, à la façade recouverte de bois, regroupant un nouveau gymnase, trois laboratoires, une salle de musique et un parking,.
En 2011 est intégrée aux murs extérieurs du nouveau gymnase une sculpture interactive de l'artiste Milène Guermont. Elle s'intitule M.D.R. (Mur De Rires). Elle est formée de cinq modules en béton cratères (invention de Milène Guermont, bénéficiant d'un brevet) et en béton polysensoriel. Ce dernier émet des sons de rires en fonction du champ magnétique de la personne qui le touche. Cette œuvre est rapidement surnommée le « mur qui rigole » par les élèves. À l'occasion du centenaire de l'école, des nouveaux sons sont intégrés à l'œuvre.
En 2024, l'établissement annonce que le lycée deviendra mixte à partir de la rentrée suivante.

### Le petit collège
Environ cinquante ans après la création de Sainte-Marie, le petit collège est transféré au no 29 boulevard Victor-Hugo, remplaçant l'institution de Barral, une école primaire, qui s'y trouvait située dans un ancien hôtel particulier, la villa Borghèse. Construite vers 1864 par l'architecte Achille Hue, pour M. Hébert, cette maison de pierre et brique est sur un terrain de 5 000 m2. En 1870 on lui ajoute un pavillon de gardien du côté du boulevard Victor-Hugo. À la même époque, vers la rue Pauline-Borghèse (au no 16 de laquelle on avait aussi accès à la propriété), se trouvaient un jardin paysager ainsi que des écuries et des serres (détruites après 1910) d'un côté et une remise de l'autre. En 1910, devenue sanatorium sous le nom de maison de santé Lange, la maison fut reliée par un passage couvert à des annexes nouvellement construites en bord de parcelle (côté boulevard Victor-Hugo, à l'opposé du pavillon de gardien). En raison de sa modernité (éclairage électrique, chauffage performant et eau chaude), le sanatorium devint un hôpital anglo-franco-américain entre 1914 et mars 1916, pendant la Première Guerre mondiale. La maison est agrandie après 1910 sur le côté par un jardin d'hiver à armature métallique et en remplissage de brique.
Des religieuses acquirent l'ensemble et le transformèrent en école, l'institution Barral. Vers 1930 fut construite une annexe de logements puis, en 1936, des bâtiments scolaires, tous les deux du côté rue Borghèse. Les différents bâtiments existent toujours, y compris une fabrique de jardin en imitation de branchage. Devenue l'école primaire du collège Sainte-Marie dans les années 1950-1960, l'école primaire a bénéficié d'une extension inaugurée en 2012.

## Classement du lycée
En 2017, selon L'Express, le lycée se classe 13e sur 52 au niveau départemental quant à la qualité d'enseignement, et 240e au niveau national. Le classement s'établit sur trois critères : le taux de réussite au bac, la proportion d'élèves de première qui obtient le baccalauréat en ayant fait les deux dernières années de leur scolarité dans l'établissement, et la valeur ajoutée calculée à partir de l'origine sociale des élèves, de leur âge et de leurs résultats au diplôme national du brevet.
En 2022, il est classé 16e au niveau national d'après Le Figaro Étudiant.

## Personnalités liées à l'établissement

### Élèves
- Simone de Beauvoir (1908-1986), philosophe ;
- Laurence Chirac (1958-2016) ;
- Claude Chirac (1962-) ;
- Muhibbe Darga (1921-2018), archéologue turque (en 1931)[14] ;
- Élisabeth de Fontenay (1934-), philosophe et essayiste[15] ;
- Jacinte Giscard d'Estaing (1960-2018), vétérinaire[16] ;

- Olivia Grégoire (1978-), femme politique, députée, ministre ;
- Madeleine de Jessey (1989-), agrégée de lettres et femme politique ;
- Blanche de Kersaint (d) (1956 -), juriste, directrice du Bottin mondain
- Nicolas Lhernould (1975-), agrégé de sciences sociales et évêque catholique ;
- Valérie Pécresse (1967-), femme politique, députée, ministre, présidente de la région Île-de-France[17];
- Charlotte de Vilmorin (1990-), entrepreneuse.

### Professeurs
- Odile de Vasselot de Régné, histoire
- Marguerite Léna, philosophie
- Marie-Madeleine Davy, philosophie[18]